# Afonso I.

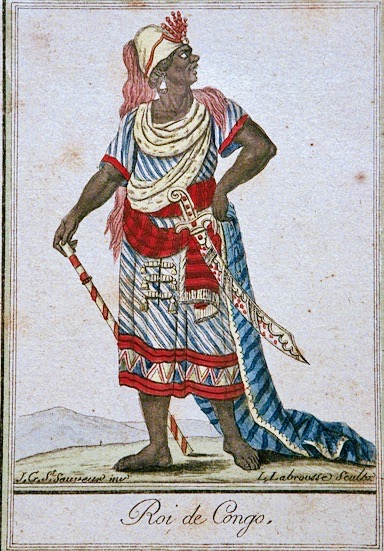
Afonso I. König von Kongo

Afonso I., auch Nzinga Mpangu oder Nzinga Mbemba Afonso, (* um 1456; † 1543) war König des afrikanischen Reiches Kongo.

## Leben
Afonso I. war der Sohn von Nzinga á Nkuwu, dem ersten kongolesischen König, der Kontakt zu den Portugiesen hatte und sich als João I. taufen ließ. Afonso, der zehn Jahre lang von christlichen Missionaren erzogen worden war, übernahm nach dem Tod seines Vaters in einem Bruderkampf die Herrschaft und drängte die traditionellen Religionen zurück, die sich in der Spätphase von seines Vaters Herrschaft wieder ausgedehnt hatten.

Wappen von Afonso I.

Er betrieb eine Politik selektiver Modernisierung in enger Anlehnung an Portugal. Er verstand die europäischen Großmächte als christliche Bruderstaaten, begann mit dem Aufbau eines einheimischen Klerus, entsandte Studenten nach Europa und versuchte europäische Handwerker und Akademiker in den Kongo zu holen. Seine Hoffnung war, durch eine forcierte Christianisierung und Kooperation von den Portugiesen und seinem königlichen Standesgenossen Manuel I. dauerhaft als gleichwertig anerkannt zu werden, eine Strategie, die anfangs erfolgreich war. Portugal erkannte den Mani-Kongo (im Gegensatz zu allen anderen europäischen Königshäusern) als König an, wenn auch (aus formalen Gründen) nicht als „Hoheit“.
1512 kam es zum so genannten „Regimento“ Manuels, einer Anweisung an seinen Botschafter, die den Absichten Afonsos entgegenkam. Es sah vor, dass die Portugiesen dem Mani-Kongo bei der Organisation seines Reiches beiseite stehen sollten, inklusive des Aufbaus eines Rechtssystems nach europäischem Muster sowie eines Heeres. Auch missionarisches Engagement, die Unterstützung beim Bau von Kirchen sowie die Unterrichtung des Hofes in portugiesischer Etikette waren geplant, im Gegenzug sollte der Kongo die portugiesischen Schiffe mit wertvoller Fracht füllen, insbesondere mit Sklaven, Elfenbein und Kupfer.
Afonsos Sohn Henrique wurde in Portugal zum Bischof geweiht und kehrte 1521 in seine Heimat zurück. Der Aufbau einer eigenen Kirchenstruktur misslang jedoch. Ebenso kam es zu immer schärferen Auseinandersetzungen mit portugiesischen Händlern. Deren Sklavenhandel in ihr Heimatland und nach Amerika überstieg bald die Ausmaße des bis dahin verbreiteten Haussklaventums im Kongo. Das Land wurde zunehmend entvölkert. 1526 versuchte Afonso per Dekret sämtliche Portugiesen auszuweisen, was die Sklavenhändler jedoch nicht befolgten. Außerdem regte sich Widerstand gegen den christlichen König.
Afonsos Korrespondenz mit Manuels Sohn und Nachfolger João III stellt die ersten bekannten Schriftstücke dar, die ein Schwarzafrikaner in europäischer Sprache verfasst hat.
Nach dem Tod Afonsos I. begann eine Epoche der Thronstreitigkeiten, auf die im 17. Jahrhundert der endgültige Zerfall seines Reiches einsetzte.

## Künstlerische Rezeption
Die Lebensgeschichte Afonsos I. bildet die Grundlage von Peter Forbaths 1996 posthum erschienenen Roman Lord of the Kongo (Der König des Kongo, übers. von Heinz Tophinke und Ursula Wulfekamp).
Im Computerspiel Sid Meier’s Civilization VI von 2016 ist Mvemba a Nzinga (Schreibweise im Spiel) Anführer der kongolesischen Zivilisation.
In der vierteiligen Dokumentation Les routes de l'esclavage (Menschenhandel – Eine kurze Geschichte der Sklaverei) von 2018 wird die Biographie Afonsos I. in animierten Filmsequenzen aufgegriffen.